# Borussia Verein für Leibesübungen 1900 Mönchengladbach 1976-1977
Questa voce raccoglie le informazioni riguardanti il Borussia Verein für Leibesübungen 1900 Mönchengladbach nelle competizioni ufficiali della stagione 1976-1977.

## Stagione
Nella stagione 1976-1977 il Borussia Mönchengladbach, allenato da Udo Lattek, concluse il campionato di Bundesliga al 1º posto. In Coppa di Germania il Borussia Mönchengladbach fu eliminato al primo turno dall'Eintracht Braunschweig. In Coppa dei Campioni il Borussia Mönchengladbach perse la finale con dal Liverpool.

## Rosa
| N. |                           | Ruolo | Calciatore           |
| -- | ------------------------- | ----- | -------------------- |
|    | Germania Ovest (bandiera) | P     | Wolfgang Kleff       |
|    | Germania Ovest (bandiera) | P     | Hans-Jakob Klingen   |
|    | Germania Ovest (bandiera) | P     | Wolfgang Kneib       |
|    | Germania Ovest (bandiera) | P     | Ulrich Sude          |
|    | Germania Ovest (bandiera) | D     | Wilfried Hannes      |
|    | Germania Ovest (bandiera) | D     | Hans Klinkhammer     |
|    | Germania Ovest (bandiera) | D     | Norbert Ringels      |
|    | Germania Ovest (bandiera) | D     | Frank Schäffer       |
|    | Germania Ovest (bandiera) | D     | Berti Vogts          |
|    | Germania Ovest (bandiera) | D     | Hans-Jürgen Wittkamp |
|    | Germania Ovest (bandiera) | C     | Rainer Bonhof        |
|    | Germania Ovest (bandiera) | C     | Dietmar Danner       |

| N. |                           | Ruolo | Calciatore             |
| -- | ------------------------- | ----- | ---------------------- |
|    | Germania Ovest (bandiera) | C     | Gert Engels            |
|    | Germania Ovest (bandiera) | C     | Christian Kulik        |
|    | Germania Ovest (bandiera) | C     | Hans-Jürgen Offermanns |
|    | Germania Ovest (bandiera) | C     | Uli Stielike           |
|    | Germania Ovest (bandiera) | C     | Herbert Wimmer         |
|    | Germania Ovest (bandiera) | C     | Horst Wohlers          |
|    | Germania Ovest (bandiera) | A     | Karl Del'Haye          |
|    | Germania Ovest (bandiera) | A     | Rudi Gores             |
|    | Germania Ovest (bandiera) | A     | Herbert Heidenreich    |
|    | Germania Ovest (bandiera) | A     | Jupp Heynckes          |
|    | Danimarca (bandiera)      | A     | Carsten Nielsen        |
|    | Danimarca (bandiera)      | A     | Allan Simonsen         |

## Calciomercato

### Sessione estiva
| Acquisti | Acquisti            | Acquisti            | Acquisti |
| R.       | Nome                | da                  | Modalità |
| -------- | ------------------- | ------------------- | -------- |
| P        | Wolfgang Kneib      | Wiesbaden           |          |
| C        | Horst Köppel        | Vancouver Whitecaps |          |
| A        | Herbert Heidenreich | Bayreuth            |          |
| A        | Carsten Nielsen     | B 1903              |          |

| Cessioni | Cessioni       | Cessioni        | Cessioni |
| R.       | Nome           | a               | Modalità |
| -------- | -------------- | --------------- | -------- |
| D        | Ulrich Surau   | Rot-Weiss Essen |          |
| A        | Henning Jensen | Real Madrid     |          |
| A        | Roger Roebben  | Lierse          |          |

### Sessione invernale
| Acquisti | Acquisti | Acquisti | Acquisti |
| R.       | Nome     | da       | Modalità |
| -------- | -------- | -------- | -------- |

| Cessioni | Cessioni | Cessioni | Cessioni |
| R.       | Nome     | a        | Modalità |
| -------- | -------- | -------- | -------- |

## Risultati

### Bundesliga

#### Girone di andata
| Arbitro: | Redelfs |

|              |           |             |
| Heynckes 15’ | Marcatori | 13’ Bregman |

| Arbitro: | Biwersi |

|  |           |              |
|  | Marcatori | 43’ Heynckes |

| Arbitro: | Joos |

|                                   |           |                 |
| Bonhof 31’ Heynckes 58’, 62’, 85’ | Marcatori | 30’, 60’ Kaczor |

| Dortmund 4 settembre 1976, ore 15:30 CET 4ª giornata | Borussia Dortmund | 0 – 0 referto | Borussia M'gladbach | Westfalenstadion (54 000 spett.)\| Arbitro: \| Schmoock \| |
| Arbitro:                                             | Schmoock          |               |                     |                                                            |

| Arbitro: | Messmer |

|                                           |           |           |
| Bonhof 24’ (rig.) Köppel 35’ Del'Haye 81’ | Marcatori | 54’ Mense |

| Arbitro: | Dreher |

|                |           |                       |
| Toppmöller 23’ | Marcatori | 50’ Köppel 56’ Wimmer |

| Arbitro: | Klauser |

|                                                                |           |  |
| Heynckes 22’, 52’, 57’ Köppel 34’ Wittkamp 38’ Heidenreich 75’ | Marcatori |  |

| Arbitro: | Ohmsen |

|            |           |                                |
| Weidle 20’ | Marcatori | 35’, 52’ Simonsen 40’ Wittkamp |

| Arbitro: | Kindervater |

|                                     |           |               |
| Heynckes 11’ Stielike 61’ Vogts 66’ | Marcatori | 2’ Zimmermann |

| Arbitro: | Frickel |

|           |           |              |
| Frank 73’ | Marcatori | 86’ Simonsen |

| Arbitro: | Antz |

|                                |           |  |
| Heynckes 45’, 48’ Stielike 73’ | Marcatori |  |

| Arbitro: | Messmer |

|  |           |                              |
|  | Marcatori | 43’, 83’ Heynckes 74’ Bonhof |

| Arbitro: | Lutz |

|                           |           |  |
| Wittkamp 38’ Heynckes 78’ | Marcatori |  |

| Arbitro: | Meuser |

|                                               |           |            |
| Reimann 9’ Bjørnmose 58’ Volkert 69’ Eigl 74’ | Marcatori | 83’ Hannes |

| Arbitro: | Niemann |

|                                      |           |  |
| Stielike 26’ Hannes 47’ Simonsen 86’ | Marcatori |  |

| Arbitro: | Linn |

|                                      |           |  |
| Berger 5’, 31’ Struth 25’ Janzon 76’ | Marcatori |  |

| Arbitro: | Roth |

|              |           |  |
| Simonsen 52’ | Marcatori |  |

#### Girone di ritorno
| Arbitro: | Antz |

|                                    |           |                         |
| Worm 42’ Bruckmann 62’ Büssers 69’ | Marcatori | 14’ Bonhof 85’ Simonsen |

| Arbitro: | Walz |

|                         |           |            |
| Simonsen 21’ Wimmer 24’ | Marcatori | 50’ Krämer |

| Bochum 29 gennaio 1977, ore 15:30 CET 20ª giornata | Bochum      | 0 – 0 referto | Borussia M'gladbach | Stadion an der Castroper Straße (25 000 spett.)\| Arbitro: \| Haselberger \| |
| Arbitro:                                           | Haselberger |               |                     |                                                                              |

| Arbitro: | Dreher |

|              |           |                  |
| Wittkamp 61’ | Marcatori | 85’ (rig.) Huber |

| Arbitro: | Joos |

|               |           |  |
| Meininger 46’ | Marcatori |  |

| Mönchengladbach 26 febbraio 1977, ore 15:30 CET 23ª giornata | Borussia M'gladbach | 0 – 0 referto | Kaiserslautern | Bökelbergstadion (17 800 spett.)\| Arbitro: \| Roth \| |
| Arbitro:                                                     | Roth                |               |                |                                                        |

| Arbitro: | Schmoock |

|              |           |  |
| Hrubesch 73’ | Marcatori |  |

| Arbitro: | Linn |

|            |           |                                             |
| Hannes 90’ | Marcatori | 25’ Wenzel 60’ Stepanović 89’ (rig.) Nickel |

| Arbitro: | Hilker |

|  |           |              |
|  | Marcatori | 51’ Simonsen |

| Arbitro: | Walther |

|            |           |           |
| Bonhof 23’ | Marcatori | 84’ Frank |

| Arbitro: | Klauser |

|  |           |              |
|  | Marcatori | 63’ Simonsen |

| Arbitro: | Ohmsen |

|                                   |           |           |
| Bonhof 58’ Simonsen 70’ Kulik 77’ | Marcatori | 75’ Flohe |

| Arbitro: | Aldinger |

|              |           |  |
| Abramczik 6’ | Marcatori |  |

| Mönchengladbach 23 aprile 1977, ore 15:30 CEST 31ª giornata | Borussia M'gladbach | 0 – 0 referto | Amburgo | Bökelbergstadion (31 000 spett.)\| Arbitro: \| Engel \| |
| Arbitro:                                                    | Engel               |               |         |                                                         |

| Arbitro: | Gabor |

|                          |           |                                   |
| Schuster 63’ Förster 87’ | Marcatori | 3’ (aut.) Förster 55’ Heidenreich |

| Arbitro: | Zuchantke |

|                                                 |           |            |
| Simonsen 20’, 79’ Wittkamp 47’ Wohlers 51’, 67’ | Marcatori | 84’ Kübler |

| Arbitro: | Biwersi |

|                                |           |                           |
| Müller 36’ Wittkamp 90’ (aut.) | Marcatori | 20’ Heynckes 22’ Stielike |

### Coppa di Germania
| Arbitro: | Walz |

|  |           |                         |
|  | Marcatori | 57’ Frank 84’ Gersdorff |

### Coppa dei Campioni
| Arbitro: | Lattanzi |

|               |           |  |
| Daxbacher 23’ | Marcatori |  |

| Arbitro: | Palotai |

|                                             |           |  |
| Stielike 39’ Bonhof 54’ (rig.) Heynckes 57’ | Marcatori |  |

| Arbitro: | Hungerbühler |

|                     |           |                           |
| Wittkamp 64’ (aut.) | Marcatori | 28’ Vogts 78’ Klinkhammer |

| Düsseldorf 3 novembre 1976, ore 20:00 CET Ottavi di finale - Ritorno | Borussia M'gladbach | 0 – 0 referto | Torino | Rheinstadion (67 000 spett.)\| Arbitro: \| Delcourt \| |
| Arbitro:                                                             | Delcourt            |               |        |                                                        |

| Arbitro: | Konrath |

|                        |           |                       |
| Kulik 43’ Simonsen 62’ | Marcatori | 23’ Cools 39’ Courant |

| Arbitro: | Kazakov |

|  |           |            |
|  | Marcatori | 85’ Hannes |

| Arbitro: | Ibáñez |

|               |           |  |
| Onyščenko 71’ | Marcatori |  |

| Arbitro: | Rion |

|                                |           |  |
| Bonhof 21’ (rig.) Wittkamp 82’ | Marcatori |  |

| Arbitro: | Wurtz |

|                                         |           |              |
| McDermott 28’ Smith 65’ Neal 84’ (rig.) | Marcatori | 51’ Simonsen |

## Statistiche

### Statistiche di squadra
| Competizione       | Punti | In casa | In casa | In casa | In casa | In casa | In casa | In trasferta | In trasferta | In trasferta | In trasferta | In trasferta | In trasferta | Totale | Totale | Totale | Totale | Totale | Totale | DR  |
| Competizione       | Punti | G       | V       | N       | P       | Gf      | Gs      | G            | V            | N            | P            | Gf           | Gs           | G      | V      | N      | P      | Gf     | Gs     | DR  |
| ------------------ | ----- | ------- | ------- | ------- | ------- | ------- | ------- | ------------ | ------------ | ------------ | ------------ | ------------ | ------------ | ------ | ------ | ------ | ------ | ------ | ------ | --- |
| Bundesliga         | 44    | 17      | 11      | 5       | 1       | 39      | 13      | 17           | 6            | 5            | 6            | 19           | 21           | 34     | 17     | 10     | 7      | 58     | 34     | +24 |
| Coppa di Germania  | -     | 1       | 0       | 0       | 1       | 0       | 2       | 0            | 0            | 0            | 0            | 0            | 0            | 1      | 0      | 0      | 1      | 0      | 2      | -2  |
| Coppa dei Campioni | -     | 4       | 2       | 2       | 0       | 7       | 2       | 5            | 2            | 0            | 3            | 4            | 6            | 9      | 4      | 2      | 3      | 11     | 8      | +3  |
| Totale             | 44    | 22      | 13      | 7       | 2       | 46      | 17      | 22           | 8            | 5            | 9            | 23           | 27           | 44     | 21     | 12     | 11     | 69     | 44     | +25 |

### Andamento in campionato
| Giornata  | 1  | 2 | 3 | 4 | 5 | 6 | 7 | 8 | 9 | 10 | 11 | 12 | 13 | 14 | 15 | 16 | 17 | 18 | 19 | 20 | 21 | 22 | 23 | 24 | 25 | 26 | 27 | 28 | 29 | 30 | 31 | 32 | 33 | 34 |
| --------- | -- | - | - | - | - | - | - | - | - | -- | -- | -- | -- | -- | -- | -- | -- | -- | -- | -- | -- | -- | -- | -- | -- | -- | -- | -- | -- | -- | -- | -- | -- | -- |
| Luogo     | C  | T | C | T | C | T | C | T | C | T  | C  | T  | C  | T  | C  | T  | C  | T  | C  | T  | C  | T  | C  | T  | C  | T  | C  | T  | C  | T  | C  | T  | C  | T  |
| Risultato | N  | V | V | N | V | V | V | V | V | N  | V  | V  | V  | P  | V  | P  | V  | P  | V  | N  | N  | P  | N  | P  | P  | V  | N  | V  | V  | P  | N  | N  | V  | N  |
| Posizione | 10 | 6 | 3 | 3 | 2 | 2 | 1 | 1 | 1 | 1  | 1  | 1  | 1  | 1  | 1  | 1  | 1  | 1  | 1  | 1  | 1  | 1  | 1  | 1  | 2  | 1  | 1  | 1  | 1  | 1  | 1  | 1  | 1  | 1  |

Legenda:

Luogo: C = Casa; T = Trasferta. Risultato: V = Vittoria; N = Pareggio; P = Sconfitta.

### Statistiche dei giocatori
| Giocatore      | Bundesliga | Bundesliga | Bundesliga  | Bundesliga | Coppa di Germania | Coppa di Germania | Coppa di Germania | Coppa di Germania | Coppa dei Campioni | Coppa dei Campioni | Coppa dei Campioni | Coppa dei Campioni | Totale   | Totale | Totale      | Totale     |
| Giocatore      | Presenze   | Reti       | Ammonizioni | Espulsioni | Presenze          | Reti              | Ammonizioni       | Espulsioni        | Presenze           | Reti               | Ammonizioni        | Espulsioni         | Presenze | Reti   | Ammonizioni | Espulsioni |
| -------------- | ---------- | ---------- | ----------- | ---------- | ----------------- | ----------------- | ----------------- | ----------------- | ------------------ | ------------------ | ------------------ | ------------------ | -------- | ------ | ----------- | ---------- |
| R. Bonhof      | 33         | 6          | 3           | 0          | 1                 | 0                 | 0                 | 0                 | 9                  | 2                  | 0                  | 0                  | 43       | 8      | 3           | 0          |
| D. Danner      | 3          | 0          | 1           | 0          | 0                 | 0                 | 0                 | 0                 | 0                  | 0                  | 0                  | 0                  | 3        | 0      | 1           | 0          |
| K. Del'Haye    | 16         | 1          | 0           | 0          | 1                 | 0                 | 0                 | 0                 | 3                  | 0                  | 0                  | 0                  | 20       | 1      | 0           | 0          |
| G. Engels      | 0          | 0          | 0           | 0          | 0                 | 0                 | 0                 | 0                 | 0                  | 0                  | 0                  | 0                  | 0        | 0      | 0           | 0          |
| R. Gores       | 0          | 0          | 0           | 0          | 0                 | 0                 | 0                 | 0                 | 0                  | 0                  | 0                  | 0                  | 0        | 0      | 0           | 0          |
| W. Hannes      | 21         | 3          | 0           | 0          | 0                 | 0                 | 0                 | 0                 | 3                  | 1                  | 0                  | 0                  | 24       | 4      | 0           | 0          |
| H. Heidenreich | 20         | 2          | 1           | 0          | 0                 | 0                 | 0                 | 0                 | 4                  | 0                  | 1                  | 0                  | 24       | 2      | 2           | 0          |
| J. Heynckes    | 20         | 15         | 0           | 0          | 1                 | 0                 | 0                 | 0                 | 7                  | 1                  | 0                  | 0                  | 28       | 16     | 0           | 0          |
| W. Kleff       | 0          | 0          | 0           | 0          | 0                 | 0                 | 0                 | 0                 | 0                  | 0                  | 0                  | 0                  | 0        | 0      | 0           | 0          |
| H. Klingen     | 0          | 0          | 0           | 0          | 0                 | 0                 | 0                 | 0                 | 0                  | 0                  | 0                  | 0                  | 0        | 0      | 0           | 0          |
| H. Klinkhammer | 29         | 0          | 6           | 0          | 1                 | 0                 | 0                 | 0                 | 6                  | 1                  | 0                  | 0                  | 36       | 1      | 6           | 0          |
| W. Kneib       | 34         | 0          | 0           | 0          | 1                 | 0                 | 0                 | 0                 | 9                  | 0                  | 0                  | 0                  | 44       | 0      | 0           | 0          |
| C. Kulik       | 18         | 1          | 1           | 0          | 1                 | 0                 | 0                 | 0                 | 5                  | 1                  | 0                  | 0                  | 24       | 2      | 1           | 0          |
| H. Köppel      | 22         | 3          | 0           | 0          | 1                 | 0                 | 0                 | 0                 | 1                  | 0                  | 0                  | 0                  | 24       | 3      | 0           | 0          |
| C. Nielsen     | 1          | 0          | 0           | 0          | 0                 | 0                 | 0                 | 0                 | 0                  | 0                  | 0                  | 0                  | 1        | 0      | 0           | 0          |
| H. Offermanns  | 0          | 0          | 0           | 0          | 0                 | 0                 | 0                 | 0                 | 0                  | 0                  | 0                  | 0                  | 0        | 0      | 0           | 0          |
| N. Ringels     | 7          | 0          | 1           | 0          | 1                 | 0                 | 0                 | 0                 | 2                  | 0                  | 0                  | 0                  | 10       | 0      | 1           | 0          |
| F. Schäffer    | 27         | 0          | 1           | 0          | 1                 | 0                 | 0                 | 0                 | 5                  | 0                  | 0                  | 0                  | 33       | 0      | 1           | 0          |
| A. Simonsen    | 34         | 12         | 2           | 0          | 1                 | 0                 | 0                 | 0                 | 9                  | 2                  | 0                  | 0                  | 44       | 14     | 2           | 0          |
| U. Stielike    | 24         | 4          | 4           | 0          | 0                 | 0                 | 0                 | 0                 | 8                  | 1                  | 1                  | 0                  | 32       | 5      | 5           | 0          |
| U. Sude        | 0          | 0          | 0           | 0          | 0                 | 0                 | 0                 | 0                 | 0                  | 0                  | 0                  | 0                  | 0        | 0      | 0           | 0          |
| B. Vogts       | 27         | 1          | 1           | 0          | 1                 | 0                 | 0                 | 0                 | 9                  | 1                  | 0                  | 0                  | 37       | 2      | 1           | 0          |
| H. Wimmer      | 31         | 2          | 0           | 0          | 1                 | 0                 | 0                 | 0                 | 9                  | 0                  | 0                  | 0                  | 41       | 2      | 0           | 0          |
| H. Wittkamp    | 33         | 5          | 4           | 0          | 1                 | 0                 | 0                 | 0                 | 9                  | 1                  | 0                  | 0                  | 43       | 6      | 4           | 0          |
| H. Wohlers     | 27         | 2          | 3           | 0          | 0                 | 0                 | 0                 | 0                 | 9                  | 0                  | 1                  | 0                  | 36       | 2      | 4           | 0          |